# وزير الدولة لشؤون أوروبا (المملكة المتحدة)
وزير الدولة لأوروبا (بالإنجليزيَّة:Minister of State for Europe) هو منصب وزاري داخل حكومة المملكة المتحدة، وهو المسؤول عن الشؤون مع أوروبا. يمكن للوزير أيضًا أن يكون مسؤولاً عن سياسة الحكومة تجاه الأمن الأوروبي، والدفاع والأمن الدولي، وقضية جزر فوكلاند، والمناطق القطبية، و الهجرة ،والبروتوكول، والموارد البشرية، والعلاقات مع منظمة الأمن والتعاون في أوروبا ومجلس أوروبا، البرلمان، وشؤون أقاليم ما وراء البحار البريطانية في جبل طارق، ومناطق القواعد ذات السيادة في قبرص، والتمويل والمعرفة والتكنولوجيا بوزارة الخارجية وشؤون دول الكومنولث.
الوزيرة الحالية هي نوس غاني، من حزب المُحافظين، تولَّت المنصب في 26 مارس 2024 ضمن حكومة ريشي سوناك.